# Не се повтаряй
В софтуерното инженерство, don't repeat yourself (DRY) е принцип при разработка на софтуер, насочен към намаляване на повторение от всякакъв вид, особено полезен при многослойни архитектури. Принципът DRY гласи, че „Всяко парче информация знание трябва да има единично, еднозначно и авторитетно представяне в рамките на една система.“. Принципът е формулиран от Анди Хънт и Дейв Томас в тяхната книга Прагматичният програмист. Те го прилагат доста широко, за да включват и "схеми на база данни, тест планове, създаване на система, дори софтуерна документация." Когато DRY принципа се прилага успешно, модификацията на всеки един елемент на една система не се нуждае от промяна в други логически несвързани документи. Освен това, елементи, които са логически свързани с всички промени предсказуемо и разномерно и по този начин се съхраняват в синхронизатор. Освен това, с помощта на методи и подпрограмите в техния код, Томас и Хънт разчитат на код генератори, автоматично създаване на системи, както и скриптови езици, които да наблюдават DRY принципа през слоя.

## Прилагането на DRY
Също известно като Първичен източник на истината, философия широко разпространена в model-driven architecture, в които софтуерните артефакти са получени от централния обектен модел, изразен във форма като UML. DRY код се създава чрез преобразуване на данни и създаване на код, което позволява на софтуерния разработчик да избегне операции на копиране и поставяне. DRY кодът обикновено прави поддръжката на големи софтуерни системи по-лесна, толкова дълго, колкото трансформациите на данни са лесни за създаване и поддържане. Инструменти като Xdoclet и XSLT са примери за DRY код техника. Пример за система, която изисква дублираща се информация е Enterprise Java Beans version 2, която изисква дублиране не само в Java кода, но също и в конфигурационния файл. Примери за системи, които се опитват да намалят дублиращата се информация са Symfony, web2py, Yii, Play Framework и Django уеб шаблони, EiffelStudio, Ruby on Rails среда за разработка, Microsoft Visual Studio LightSwitch и Enterprise Java Beans version 3.

## DRY срещу WET решения
Нарушаването на DRY принципа, обикновено се посочва като WET решение, което често се обяснява с „пишем всичко два пъти“ или „радваме се, че пишем“.